# PGC 41646
LEDA/PGC 41646 (auch IC 3481A) ist eine elliptische Zwerggalaxie vom Hubble-Typ E0 im Sternbild Jungfrau auf der Ekliptik. Die Galaxie ist schätzungsweise 325 Millionen Lichtjahre von der Milchstraße entfernt und hat einen Durchmesser von etwa 20.000 Lichtjahren. Gemeinsam mit IC 3481 und IC 3483 bildet sie das Galaxientriplett Arp 175. 
Halton Arp gliederte seinen Katalog ungewöhnlicher Galaxien nach rein morphologischen Kriterien in Gruppen. Diese Galaxie gehört zu der Klasse Galaxien mit schmalen Gegenarmen.
Im selben Himmelsareal befinden sich u. a. die Galaxien NGC 4503, NGC 4528, IC 3446, IC 3470.